# Patriotas de San Juan
I Patriotas de San Juan sono una franchigia pallavolistica maschile portoricana con sede a San Juan, militante nel campionato di Liga de Voleibol Superior Masculino.

## Storia
I Patriotas de San Juan nascono nel 2016, quando il titolo dei Patriotas de Lares viene ceduto alla città di San Juan, che torna ad avere una franchigia nella Liga de Voleibol Superior Masculino, dopo la scomparsa dei Playeros de San Juan, in cambio del pagamento dei debiti accumulati nella gestione precedente al trasferimento; inoltre viene lasciata la possibilità ad una futura franchigia lareña di utilizzare il nome Patriotas in futuro. Nella prima stagione della propria storia, i Patriotas raggiungono le semifinali scudetto, piazzandosi al quarto posto finale. Nella stagione seguente chiedono una dispensa, non iscrivendosi al campionato.

## Rosa 2016-2017
| N° | Nome              | Ruolo | Data di nascita   | Nazionalità sportiva |
| -- | ----------------- | ----- | ----------------- | -------------------- |
| 1  | Josué Núñez       | C     | 9 maggio 1985     | Porto Rico           |
| 2  | José Mulero       | L     | 25 ottobre 1991   | Porto Rico           |
| 4  | Víctor Rivera     | S     | 30 agosto 1976    | Porto Rico           |
| 5  | Derwin Flores     | C     | -                 | Porto Rico           |
| 7  | Domingo González  | O     | 29 gennaio 1990   | Porto Rico           |
| 8  | Jonathan King     | C     | 12 agosto 1982    | Porto Rico           |
| 9  | Francisco Vélez   | O     | 27 settembre 1993 | Porto Rico           |
| 10 | Carlos Acosta     | S     | 22 settembre 1993 | Porto Rico           |
| 11 | Juan Miguel Ruiz  | P     | 24 aprile 1981    | Porto Rico           |
| 12 | Bolívar Bermúdez  | S     | -                 | Porto Rico           |
| 13 | Andrés Cruz       | S     | -                 | Porto Rico           |
| 14 | Jonathan Martínez | S     | 27 ottobre 1993   | Porto Rico           |
| 15 | Christian Torres  | P     | 2 agosto 1993     | Porto Rico           |
| 16 | Roberto Pérez     | S     | 28 aprile 1995    | Porto Rico           |
| 18 | Yasser Romero     | S     | 5 agosto 1979     | Porto Rico           |